# Ковалевский, Александр Иванович
Александр Иванович Ковалевский (20 мая 1939, деревня Рагинь, Буда-Кошелёвский район, Гомельская область, Белорусская ССР — дата смерти не известна, Минск, Белоруссия) — токарь республиканского производственного предприятия «Белорусский автомобильный завод» (Минская область, Белорусская ССР). Герой Социалистического Труда (1985).

## Биография
Родился в 1939 году в крестьянской семье в деревне Рагинь. С 1960 года — сверловщик на Минском автозаводе и с 1961 года — токарь Белорусского автомобильного завода.
Внёс несколько рационализаторских предложений, в результате чего на предприятии значительно возросла производительность труда. Указом Президиума Верховного Совета СССР от 25 апреля 1985 года за достигнутые успехи в выполнении производственных заданий и социалистических обязательств, высокое качество работы и проявленный трудовой героизм удостоен звания Героя Социалистического Труда с вручением ордена Ленина и золотой медали «Серп и Молот».
Проработал на Белорусском автомобильном заводе до выхода на пенсию в 2006 году. Проживал в Минске.

## Награды
- Герой Социалистического Труда — указом Президиума Верховного Совета СССР от 25 апреля 1985 года
- Орден Ленина — дважды (17.05.1977; 1985)
- Орден Трудового Красного Знамени